# 德哈維蘭加拿大DHC-4
德哈維蘭加拿大DHC-4馴鹿（美軍代號CV-2）是一款由德哈维兰加拿大設計的貨運運輸機，有短場起降能力。首飛於1958年，現今大多飞机已經退役。

## 性能
参考资料：Jane's All the World's Aircraft 1969-70
基本信息
- 机组：2+載重專員
- 容量：30（民用最大）
- 長度：72英尺7英寸（22.12）
- 翼展：95英尺7.5英寸（29.147）
- 高度：31英尺9英寸（9.68）
- 机翼面积：912平方英尺（84.7平方）
- 展弦比：10
- 翼型：*空重: 18,260磅（8,283）
- 最大負重：  8,740磅（3,964）
- 最大起飛重量：28,500英磅（12,927）
- 燃料容量：690 imp gal（830 US gal；3,100 l）
- 发动机：2台Pratt & Whitney R-2000-7M2 Twin Wasp14-cylinder air-cooled radial piston engines，每台1,450匹馬力（1,080千瓦特）
- 螺旋桨：3桨叶Hamilton Standard type 43D50-7107A fully-feathering constant-speed reversible-pitch propellers

性能
- 最大速度：187節（215英里每小時；346每小時）at  6,500英尺（1,981米）
- 巡航速度：158節（182英里每小時；293每小時）at 7,500英尺（2,286米）（經濟巡航上限）
- 失速速度：59節（68英里每小時；109每小時）
- 絕不超過速度：208節（239英里每小時；385每小時）
- 航程：1,136海里（1,307英里；2,104）最大燃油及45分鐘備用

211 nmi（243 mi；391 km）最大負重及45分鐘備用燃油
- 升限：24,800英尺（7,600）
- 爬升率：1,355英尺每分鐘（6.88每秒）
- 翼载：31.2英磅每平方英尺（152每平方）上限

航電

Blind flying instrumentation standard fit